# Cryphia wiltshirei
Cryphia wiltshirei là một loài bướm đêm trong họ Noctuidae.